# Honda Indy Toronto de 2011
O Honda Indy Toronto de 2011 foi a nona corrida da temporada de 2011 da IndyCar Series. A corrida foi disputada no dia 18 de julho no circuito montado nas ruas da cidade de Toronto, Ontário. O vencedor foi o escocês Dario Franchitti, da equipe Chip Ganassi Racing.

## Pilotos e Equipes
| Nº | Piloto                 | Equipe                       | Chassis | Motor | Pneu |
| -- | ---------------------- | ---------------------------- | ------- | ----- | ---- |
| 2  | Oriol Servià           | Newman/Haas Racing           | Dallara | Honda | F    |
| 3  | Hélio Castroneves      | Team Penske                  | Dallara | Honda | F    |
| 4  | J. R. Hildebrand (R)   | Panther Racing               | Dallara | Honda | F    |
| 5  | Takuma Sato            | KV Racing Technology - Lotus | Dallara | Honda | F    |
| 6  | Ryan Briscoe           | Team Penske                  | Dallara | Honda | F    |
| 06 | James Hinchcliffe (R)  | Newman/Haas Racing           | Dallara | Honda | F    |
| 7  | Danica Patrick         | Andretti Autosport           | Dallara | Honda | F    |
| 8  | Paul Tracy             | Dragon Racing                | Dallara | Honda | F    |
| 9  | Scott Dixon            | Chip Ganassi Racing          | Dallara | Honda | F    |
| 10 | Dario Franchitti       | Chip Ganassi Racing          | Dallara | Honda | F    |
| 12 | Will Power             | Team Penske                  | Dallara | Honda | F    |
| 14 | Vitor Meira            | A. J. Foyt Enterprises       | Dallara | Honda | F    |
| 18 | James Jakes (R)        | Dale Coyne Racing            | Dallara | Honda | F    |
| 19 | Sebastien Bourdais     | Dale Coyne Racing            | Dallara | Honda | F    |
| 22 | Justin Wilson          | Dreyer & Reinbold Racing     | Dallara | Honda | F    |
| 24 | Ana Beatriz (R)        | Dreyer & Reinbold Racing     | Dallara | Honda | F    |
| 26 | Marco Andretti         | Andretti Autosport           | Dallara | Honda | F    |
| 27 | Mike Conway            | Andretti Autosport           | Dallara | Honda | F    |
| 28 | Ryan Hunter-Reay       | Andretti Autosport           | Dallara | Honda | F    |
| 34 | Sebastian Saavedra (R) | Conquest Racing              | Dallara | Honda | F    |
| 38 | Graham Rahal           | Chip Ganassi Racing          | Dallara | Honda | F    |
| 59 | E. J. Viso             | KV Racing Technology - Lotus | Dallara | Honda | F    |
| 77 | Alex Tagliani          | Sam Schmidt Motorsports      | Dallara | Honda | F    |
| 78 | Simona de Silvestro    | HVM Racing                   | Dallara | Honda | F    |
| 82 | Tony Kanaan            | KV Racing Technology - Lotus | Dallara | Honda | F    |
| 83 | Charlie Kimball (R)    | Chip Ganassi Racing          | Dallara | Honda | F    |

- (R) - Rookie

## Resultados

### Treino classificatório
| Pos. | Nº | Piloto                 | Equipe                       | Q1        | Q1        | Q2        | Q3        |
| Pos. | Nº | Piloto                 | Equipe                       | Grupo 1   | Grupo 2   | Q2        | Q3        |
| ---- | -- | ---------------------- | ---------------------------- | --------- | --------- | --------- | --------- |
| 1    | 12 | Will Power             | Team Penske                  |           | 59.3535   | 59.4191   | 59.5771   |
| 2    | 9  | Scott Dixon            | Chip Ganassi Racing          | 59.3859   |           | 59.3779   | 59.6646   |
| 3    | 10 | Dario Franchitti       | Chip Ganassi Racing          |           | 59.6454   | 59.5997   | 59.9000   |
| 4    | 27 | Mike Conway            | Andretti Autosport           | 59.6286   |           | 59.4130   | 59.9326   |
| 5    | 38 | Graham Rahal           | Chip Ganassi Racing          |           | 59.7652   | 59.6519   | 1:00.0463 |
| 6    | 2  | Oriol Servià           | Newman/Haas Racing           |           | 59.8327   | 59.6704   | 1:00.3341 |
| 7    | 19 | Sebastien Bourdais     | Dale Coyne Racing            |           | 59.8988   | 59.8239   |           |
| 8    | 28 | Ryan Hunter-Reay       | Andretti Autosport           | 59.4830   |           | 59.8715   |           |
| 9    | 77 | Alex Tagliani          | Sam Schmidt Motorsports      |           | 59.8096   | 59.8901   |           |
| 10   | 6  | Ryan Briscoe           | Team Penske                  |           | 59.5159   | 59.9020   |           |
| 11   | 22 | Justin Wilson          | Dreyer & Reinbold Racing     | 59.5196   |           | 59.9636   |           |
| 12   | 3  | Hélio Castroneves      | Team Penske                  |           | 59.7769   | 1:00.0115 |           |
| 13   | 06 | James Hinchcliffe (R)  | Newman/Haas Racing           | 59.8346   |           |           |           |
| 14   | 14 | Vitor Meira            | A. J. Foyt Enterprises       |           | 59.9869   |           |           |
| 15   | 34 | Sebastian Saavedra (R) | Conquest Racing              | 59.9389   |           |           |           |
| 16   | 82 | Tony Kanaan            | KV Racing Technology - Lotus |           | 1:00.0149 |           |           |
| 17   | 78 | Simona de Silvestro    | HVM Racing                   | 1:00.0806 |           |           |           |
| 18   | 59 | E. J. Viso             | KV Racing Technology - Lotus |           | 1:00.1191 |           |           |
| 19   | 5  | Takuma Sato            | KV Racing Technology - Lotus |           | 1:00.1003 |           |           |
| 20   | 26 | Marco Andretti         | Andretti Autosport           |           | 1:00.1542 |           |           |
| 21   | 7  | Danica Patrick         | Andretti Autosport           | 1:00.3438 |           |           |           |
| 22   | 4  | J. R. Hildebrand (R)   | Panther Racing               |           | 1:00.4472 |           |           |
| 23   | 18 | James Jakes (R)        | Dale Coyne Racing            | 1:00.6226 |           |           |           |
| 24   | 8  | Paul Tracy             | Dragon Racing                |           | 1:00.4524 |           |           |
| 25   | 83 | Charlie Kimball (R)    | Chip Ganassi Racing          | 1:00.6463 |           |           |           |
| 26   | 24 | Ana Beatriz (R)        | Dreyer & Reinbold Racing     |           | 1:00.7917 |           |           |

- (R) - Rookie

### Corrida
| Pos                        | Nº | Piloto                 | Equipe                       | Voltas | Tempo        | Largada | Voltas na Liderança | Pontos |
| -------------------------- | -- | ---------------------- | ---------------------------- | ------ | ------------ | ------- | ------------------- | ------ |
| 1                          | 10 | Dario Franchitti       | Chip Ganassi Racing          | 85     | 1:56:32.1501 | 3       | 30                  | 50     |
| 2                          | 9  | Scott Dixon            | Chip Ganassi Racing          | 85     | +0.7345      | 2       | 0                   | 40     |
| 3                          | 28 | Ryan Hunter-Reay       | Andretti Autosport           | 85     | +6.0144      | 8       | 0                   | 35     |
| 4                          | 26 | Marco Andretti         | Andretti Autosport           | 85     | +7.5671      | 20      | 0                   | 32     |
| 5                          | 14 | Vitor Meira            | A.J. Foyt Enterprises        | 85     | +9.0117      | 14      | 0                   | 30     |
| 6                          | 19 | Sebastien Bourdais     | Dale Coyne Racing            | 85     | +9.3114      | 7       | 0                   | 28     |
| 7                          | 6  | Ryan Briscoe           | Team Penske                  | 85     | +9.8735      | 10      | 0                   | 26     |
| 8                          | 4  | J. R. Hildebrand (R)   | Panther Racing               | 85     | +14.1750     | 22      | 0                   | 24     |
| 9                          | 59 | E. J. Viso             | KV Racing Technology - Lotus | 85     | +14.7843     | 18      | 0                   | 22     |
| 10                         | 78 | Simona de Silvestro    | HVM Racing                   | 85     | +15.7603     | 17      | 0                   | 20     |
| 11                         | 24 | Ana Beatriz (R)        | Dreyer & Reinbold Racing     | 85     | +16.8992     | 26      | 0                   | 19     |
| 12                         | 2  | Oriol Servià           | Newman/Haas Racing           | 85     | +19.8766     | 6       | 0                   | 18     |
| 13                         | 38 | Graham Rahal           | Chip Ganassi Racing          | 85     | +21.3123     | 5       | 23                  | 17     |
| 14                         | 06 | James Hinchcliffe (R)  | Newman/Haas Racing           | 84     | +1 volta     | 13      | 0                   | 16     |
| 15                         | 22 | Justin Wilson          | Dreyer & Reinbold Racing     | 84     | +1 volta     | 11      | 0                   | 15     |
| 16                         | 8  | Paul Tracy             | Dragon Racing                | 82     | +3 voltas    | 24      | 0                   | 14     |
| 17                         | 3  | Hélio Castroneves      | Team Penske                  | 81     | +4 voltas    | 12      | 0                   | 13     |
| 18                         | 18 | James Jakes (R)        | Dale Coyne Racing            | 81     | +4 voltas    | 23      | 0                   | 12     |
| 19                         | 7  | Danica Patrick         | Andretti Autosport           | 79     | +6 voltas    | 21      | 0                   | 12     |
| 20                         | 5  | Takuma Sato            | KV Racing Technology - Lotus | 79     | +6 voltas    | 19      | 0                   | 12     |
| 21                         | 83 | Charlie Kimball (R)    | Chip Ganassi Racing          | 77     | Contato      | 25      | 0                   | 12     |
| 22                         | 27 | Mike Conway            | Andretti Autosport           | 76     | Contato      | 4       | 0                   | 12     |
| 23                         | 77 | Alex Tagliani          | Sam Schmidt Motorsports      | 71     | Contato      | 9       | 0                   | 12     |
| 24                         | 12 | Will Power             | Team Penske                  | 66     | Contato      | 1       | 32                  | 15     |
| 25                         | 34 | Sebastian Saavedra (R) | Conquest Racing              | 43     | Contato      | 15      | 0                   | 10     |
| 26                         | 82 | Tony Kanaan            | KV Racing Technology - Lotus | 2      | Contato      | 16      | 0                   | 10     |
| Relatório[ligação inativa] |    |                        |                              |        |              |         |                     |        |

- (R) - Rookie

## Tabela do campeonato após a corrida
Observe que somente as dez primeiras posições estão incluídas na tabela.
| Pos | Var     | Piloto           | Pontos |
| --- | ------- | ---------------- | ------ |
| 1   | Estável | Dario Franchitti | 353    |
| 2   | Estável | Will Power       | 298    |
| 3   | Estável | Scott Dixon      | 270    |
| 4   | Estável | Oriol Servià     | 234    |
| 5   | Estável | Tony Kanaan      | 221    |

| Pos | Var     | Piloto               | Pontos |
| --- | ------- | -------------------- | ------ |
| 6   | Estável | Ryan Briscoe         | 219    |
| 7   | Aumento | Marco Andretti       | 216    |
| 8   | Baixa   | Graham Rahal         | 208    |
| 9   | Estável | J. R. Hildebrand (R) | 193    |
| 10  | Estável | Alex Tagliani        | 173    |